# Rzeczka
Rzeczka (Duits: Dorfbach) is een dorp in de Poolse woiwodschap Neder-Silezië. De plaats maakt deel uit van de gemeente Walim.